# Asienmeisterschaften im Fechten 2004
Die Asienmeisterschaften im Fechten 2004 wurden vom 21. bis 26. April in Manila (Philippinen) ausgetragen. Es wurden nach Geschlechtern getrennt Einzel- und Mannschaftswettbewerbe in den drei Disziplinen des Fechtsports Florett, Degen und Säbel ausgetragen. Der dritte Platz wurde nicht ausgefochten, sodass beide Halbfinalisten eine Bronzemedaille gewannen. Insgesamt wurden also 12 Gold-, 12 Silber- und 24 Bronzemedaillen vergeben.

## Herren

### Floretteinzel
| Platz | Sportler         | Land |
| ----- | ---------------- | ---- |
| 1     | Zhu Jun          | CHN  |
| 2     | Nontapat Panchan | THA  |
| 3     | Cha Hyung Woo    | KOR  |
| 3     | Toru Yamaguchi   | JPN  |

### Florettmannschaft
| Platz | Land                | Sportler |
| ----- | ------------------- | -------- |
| 1     | Volksrepublik China |          |
| 2     | Japan               |          |
| 3     | Hongkong            |          |
| 3     | Südkorea            |          |

### Degeneinzel
| Platz | Sportler        | Land |
| ----- | --------------- | ---- |
| 1     | Kim Won-jin     | KOR  |
| 2     | Sergey Shabalin | KAZ  |
| 3     | Alexandr Axenov | KAZ  |
| 3     | Shōgo Nishida   | JPN  |

### Degenmannschaft
| Platz | Land                | Sportler |
| ----- | ------------------- | -------- |
| 1     | Kasachstan          |          |
| 2     | Iran                |          |
| 3     | Volksrepublik China |          |
| 3     | Südkorea            |          |

### Säbeleinzel
| Platz | Sportler             | Land |
| ----- | -------------------- | ---- |
| 1     | Zhong Man            | CHN  |
| 2     | Cai Lin              | CHN  |
| 3     | Mojtaba Abedini      | IRN  |
| 3     | Peyman Fakhridehaghi | IRN  |

### Säbelmannschaft
| Platz | Land                | Sportler |
| ----- | ------------------- | -------- |
| 1     | Volksrepublik China |          |
| 2     | Südkorea            |          |
| 3     | Iran                |          |
| 3     | Kasachstan          |          |

## Damen

### Floretteinzel
| Platz | Sportler   | Land |
| ----- | ---------- | ---- |
| 1     | Su Wanwen  | CHN  |
| 2     | Ma Na      | CHN  |
| 3     | Kim Na Rae | KOR  |
| 3     | Liu Yuan   | KOR  |

### Florettmannschaft
| Platz | Land                | Sportler |
| ----- | ------------------- | -------- |
| 1     | Volksrepublik China |          |
| 2     | Südkorea            |          |
| 3     | Hongkong            |          |
| 3     | Japan               |          |

### Degeneinzel
| Platz | Sportler        | Land |
| ----- | --------------- | ---- |
| 1     | Li Tan          | CHN  |
| 2     | Megumi Harada   | JPN  |
| 3     | Sabrina Lui     | HKG  |
| 3     | Zhang Jiangqing | CHN  |

### Degenmannschaft
| Platz | Land                | Sportler |
| ----- | ------------------- | -------- |
| 1     | Volksrepublik China |          |
| 2     | Südkorea            |          |
| 3     | Hongkong            |          |
| 3     | Kasachstan          |          |

### Säbeleinzel
| Platz | Sportler       | Land |
| ----- | -------------- | ---- |
| 1     | Zhao Yuan Yuan | CHN  |
| 2     | Kim Young Ju   | KOR  |
| 3     | Madoka Hisagae | JPN  |
| 3     | Sakura Kaneko  | JPN  |

### Säbelmannschaft
| Platz | Land                | Sportler |
| ----- | ------------------- | -------- |
| 1     | Volksrepublik China |          |
| 2     | Japan               |          |
| 3     | Hongkong            |          |
| 3     | Südkorea            |          |

## Medaillenspiegel
| Platz  | Land                | Gold | Silber | Bronze | Gesamt |
| ------ | ------------------- | ---- | ------ | ------ | ------ |
| 1      | Volksrepublik China | 10   | 2      | 3      | 15     |
| 2      | Südkorea            | 1    | 4      | 5      | 10     |
| 3      | Kasachstan          | 1    | 1      | 3      | 5      |
| 4      | Japan               | 0    | 3      | 5      | 8      |
| 5      | Iran                | 0    | 1      | 3      | 4      |
| 6      | Thailand            | 0    | 1      | 0      | 1      |
| 7      | Hongkong            | 0    | 0      | 5      | 5      |
| Gesamt | Gesamt              | 12   | 12     | 24     | 48     |